# Teufelskadrich bei Lorch
Der Teufelskadrich bei Lorch im Kammerforst im Rheingau-Taunus-Kreis ist ein ca. 380 ha großes Gebiet von bewaldeten Steinhängen, die steil ins Rheintal abfallen. Das Gebiet zählt zum europaweiten Schutzgebiet Natura 2000. Die höchste Erhebung mit 415 m ü. NHN ist der Teufelskadrich selbst.

## Geschichte
Als Kadrich (auch Katerich, Kaarisch oder Kaarech) wurden natürliche oder künstlich angelegte Schleifrinnen zum Holztransport aus dem Hinterland ins Rheintal hinab bezeichnet. Zum Holztransport wurden meist natürliche Geländeeinschnitte oder Erosionsrinnen genutzt. Mit dem Begriff Kadrich werden bis heute im unteren Rheingau in Lorch aber auch die gemauerten Flutgräben der Weinbergsgemarkung, die sich von der Höhe zum Rhein hin ziehen und der Wasserableitung bei Starkregen dienen, bezeichnet.
An den Unterhängen des Kadrich wurde Wein- und Obstbau noch bis ins 20. Jahrhundert betrieben. An den weniger steilen Hängen erfolgte eine Niederwald-Nutzung, um Pfähle für den Weinbau und Eichenlohe für die Gerberei zu gewinnen. Die offenen Steinbrüche, in denen Quarzit abgebaut wurde, haben die Landschaft deutlich geprägt.

## Schutzgebiet
1995 erfolgte die erste Ausweisung eines 138 ha großen Gebietes als Naturschutzgebiet, 2000 eine erste Erfassung und 2004 dann die Sicherung als Natura-2000-Gebiet.
Geschützte Lebensräume und Arten nach der Fauna-Flora-Habitatrichtlinie:
- trockenwarme Traubeneichen-Hainbuchenwälder
- kieselhaltige Stein- und Blockhalden (Rosseln)
- Silikatfelsen mit Pioniervegetation
- Hainsimsen-Buchenwald
- Schlucht und Hangmischwälder
- Auenwälder mit Schwarz-Erle und Esche

Tierarten:
- Russischer Bär (Spanische Flagge)
- Mauereidechse
- Grau-, Mittel- und Schwarzspecht
- Kleiner Schillerfalter
- Kleiner Puppenräuber

## Sage
Einer Sage nach wurde Garlinde, die Tochter des Ritters Sibo von Lorch, vom Teufel entführt und zu den Berggeistern auf den Gipfel des Kadrich gebracht. Jeder, der sie retten wollte, wurde beim Versuch, den Kadrich zu ersteigen, von einem Steinregen getroffen und musste sich in Sicherheit bringen. Erst dem jungen Ritter Rudhelm gelang es schließlich mit Hilfe von Zwergen, Garlinde zu befreien.